# Fecaloma (doença)
Fecaloma, também chamado de fecalito, é um endurecimento das fezes em pedras de tamanho variado no interior do cólon, que podem aparecer quando há obstrução do trânsito intestinal, como ocorre no megacólon ou na obstipação crônica.
Algumas doenças como a doença de Chagas, doença de Hirschsprung e outras provocam a destruição do sistema nervoso autônomo no interior da mucosa do cólon (plexo de Auerbach) e podem causar fecalomas extremamente grandes, que precisam ser removidos cirurgicamente (desimpactação). Normalmente, entretanto, os fecalomas podem ser removidos manualmente ou através da passagem de tubos colônicos, catéteres que carregam um fluido de desimpactação.